# Nodar Chochaszwili
Nodar Georgijewicz Chochaszwili (gruz. ნოდარ ხოხაშვილი; ros. Нодар Георгиевич Хохашвили; ur. 28 września 1940) – radziecki zapaśnik walczący w stylu wolnym. Brązowy medalista olimpijski z Tokio 1964, w kategorii do 63 kg.
Brązowy medalista mistrzostw świata w 1969; czwarty w 1962 i 1970. Wicemistrz Europy w 1969 roku.
Mistrz ZSRR w 1969; drugi w 1962; trzeci w 1972 roku. Zakończył karierę w 1972 roku.